# Ali Kosh

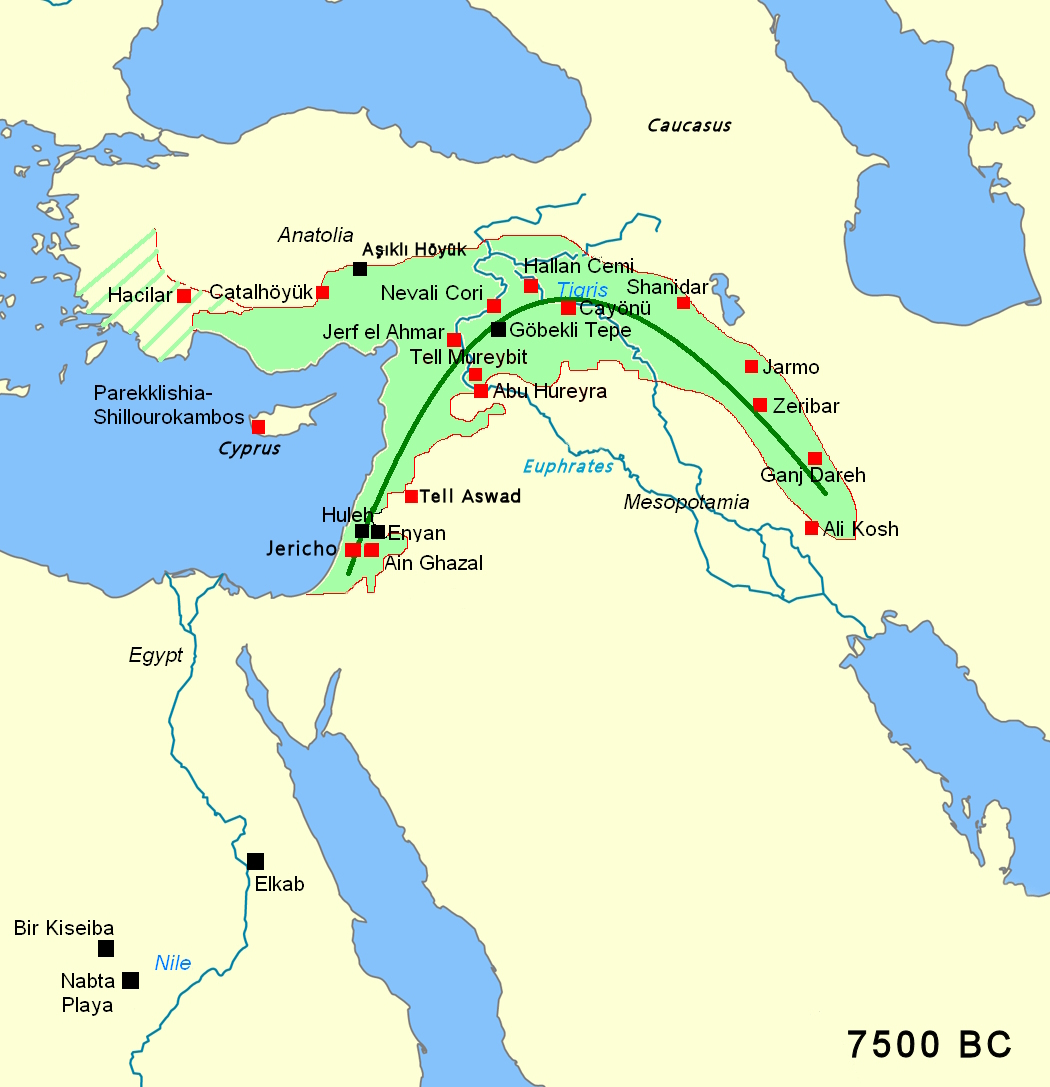
Zona de la media luna fértil, hacia 7500 a. C., con los principales yacimientos. Ali Kosh es uno de los más importantes del Neolítico precerámico. La zona de Mesopotamia propiamente dicha aún no estaba poblada por el hombre.

Ali Kosh es un yacimiento arqueológico del Neolítico localizado en el sur de Irán, en los montes Zagros, a unos 150 m de altitud, en la provincia de Ilam, fronteriza con Irak.

## Historia
El yacimiento se empezó a excavar en la década de 1960, y en la actualidad mide 150 m de diámetro y 7 m de fondo. Con una agricultura y ganadería muy temprana, el lugar se ocupó desde el VIII milenio a. C. hasta su abandono en el VI milenio a. C.

## Fases de ocupación
En ese periodo se desarrollaron tres fases:
- Fase Bus Mordeh. (7950 a. C.) Se inicia la ocupación de la zona en una agrupación de casas pequeñas, rectangulares, de varias habitaciones y hechas de tapial. Desarrollan una economía básica sustentada en el consumo de ovejas, cabras, caza y recolección de plantas silvestres.
- Fase Ali Kosh. (6900-6300 a. C.) Con casas más amplias, se constata el enterramiento de los difuntos bajo el suelo de las casas, en ocasiones con algunos adornos como ajuar. También se encuentran algunos cráneos deformados por el uso de vendajes en vida, posiblemente como señal del estatus diferente de los portadores. La economía muestra una base agrícola más intensa apoyada en la pesca y el marisqueo como complemento de la dieta.
- Fase de Mohammed Jaffar (6150-5790 a. C.) Las casas son de piedra y se establece una necrópolis en el entorno de la población. El instrumental se compone de industria lítica laminar de sílex (pero escasa obsidiana), recipientes de piedra pulimentada, molinos de mano, morteros y trabajos de cestería (en ocasiones forradas con brea). En este periodo aparece la cerámica que se utiliza para la creación de vasos decorados y figurillas humanas y animales. Se confirma cierta presencia de materias importadas de otras zonas (cobre, turquesa, etc.) colocando esta cultura al nivel de otras coetáneas en Oriente Próximo. La economía introduce el traslado de los rebaños en verano a las zonas de pasto en las montañas.